# جبل موسى (تغرامت)
جبل موسى هي إحدى مشيخات المملكة المغربية، تتبع جغرافيا لإقليم الفحص أنجرة وإداريًا لتغرامت. يقدر عدد سكانها بـ 2108 نسمة حسب الإحصاء الرسمي للسكان والسكنى لسنة 2004.